# Брє-при-Комну
Брє-при-Комну (словен. Brje pri Komnu) — поселення в общині Комен, Регіон Обално-крашка, Словенія. Висота над рівнем моря: 184,4 м.